# Eugene Schmitz

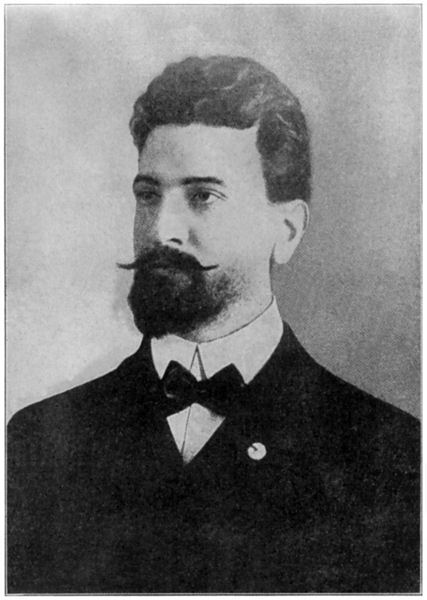
Eugene Schmitz

Eugene E. Schmitz (* 22. August 1864 in San Francisco, Kalifornien; † 20. November 1928 ebenda) war ein US-amerikanischer Politiker und Bürgermeister von San Francisco zwischen dem 8. Januar 1902 und dem 8. Juli 1907. Schmitz wurde von einem Gericht der Korruption für schuldig befunden.

## Leben
„Handsome Gene“, wie sein Spitzname war, war der Sohn einer irischen Mutter und eines deutschen Vaters. Zunächst war er von Beruf Violinenspieler am Columbia Theater auf der Powell Street sowie Präsident der Musikergewerkschaft, als Abe Ruef ihn auswählte, für die Union Labor Party für das Bürgermeisteramt zu kandidieren. Schmitz wurde 1902 als Nachfolger von James D. Phelan gewählt und war amtierender Bürgermeister, als San Francisco vom Erdbeben im Jahr 1906 zerstört wurde. Am Tag des Erdbebens, dem 18. April 1906 wollte Schmitz eine Auswahl bekannter Politiker und Geschäftsleute zusammenstellen, die ihm bei der Krisenbewältigung helfen sollten, aber er erhielt keine Unterstützung.
Am 13. Juni 1907 wurde er von einem Gericht der Korruption für schuldig befunden und des Amtes enthoben. Sein Nachfolger wurde Charles Boxton. Schmitz musste für fünf Jahre ins Gefängnis San Quentin. Dies war die Höchststrafe, die das Gesetz vorsah. Er legte sofort Berufung gegen das Urteil ein. Während er auf den Ausgang des Berufungsverfahrens wartete, musste er aber weiterhin im Gefängnis bleiben. Am 8. Januar 1908 hob das Bezirksgericht das Urteil auf, und er wurde auf Bewährung entlassen, es stand allerdings noch ein weiteres Verfahren wegen Bestechlichkeit aus. Schmitz wurde daher 1912 erneut vor Gericht gestellt. Es konnten aber keine ausreichenden Beweise vorgelegt werden, und Schmitz wurde freigesprochen.
1915 und 1919 kandidierte Schmitz erneut für das Bürgermeisteramt, aber aufgrund seines Rufes konnte er die Wahlen nicht gewinnen. Er war verheiratet und Vater von zwei Kindern.